# دهستان سلدوز
سلدوز، دهستانی از توابع بخش مرکزی شهرستان نقده در استان آذربایجان غربی است.
مرکز این دهستان روستای میرآباد است.
براساس سرشماری مرکز آمار ایران در سال ۱۳۹۵، جمعیت این دهستان برابر با ۹٬۱۸۲ نفر (۲٬۵۸۵ خانوار) بوده‌ است. 